# Fushë Kosovë
Fushë Kosovë (Servisch: Косово Поље, Kosovo Polje) is een gemeente en stad in Kosovo. De stad heeft een inwonertal van ongeveer 18.000. Voor de Kosovo-oorlog vormden de etnische Serven in de stad een minderheid van 25%; hun aandeel is inmiddels tot 8% geslonken.
Bij Fushë Kosovë vond op 28 juni 1389 de Slag op het Merelveld plaats.

## Galerij

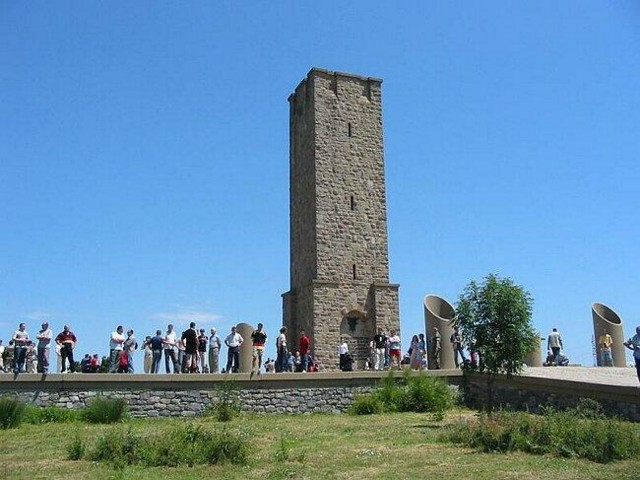
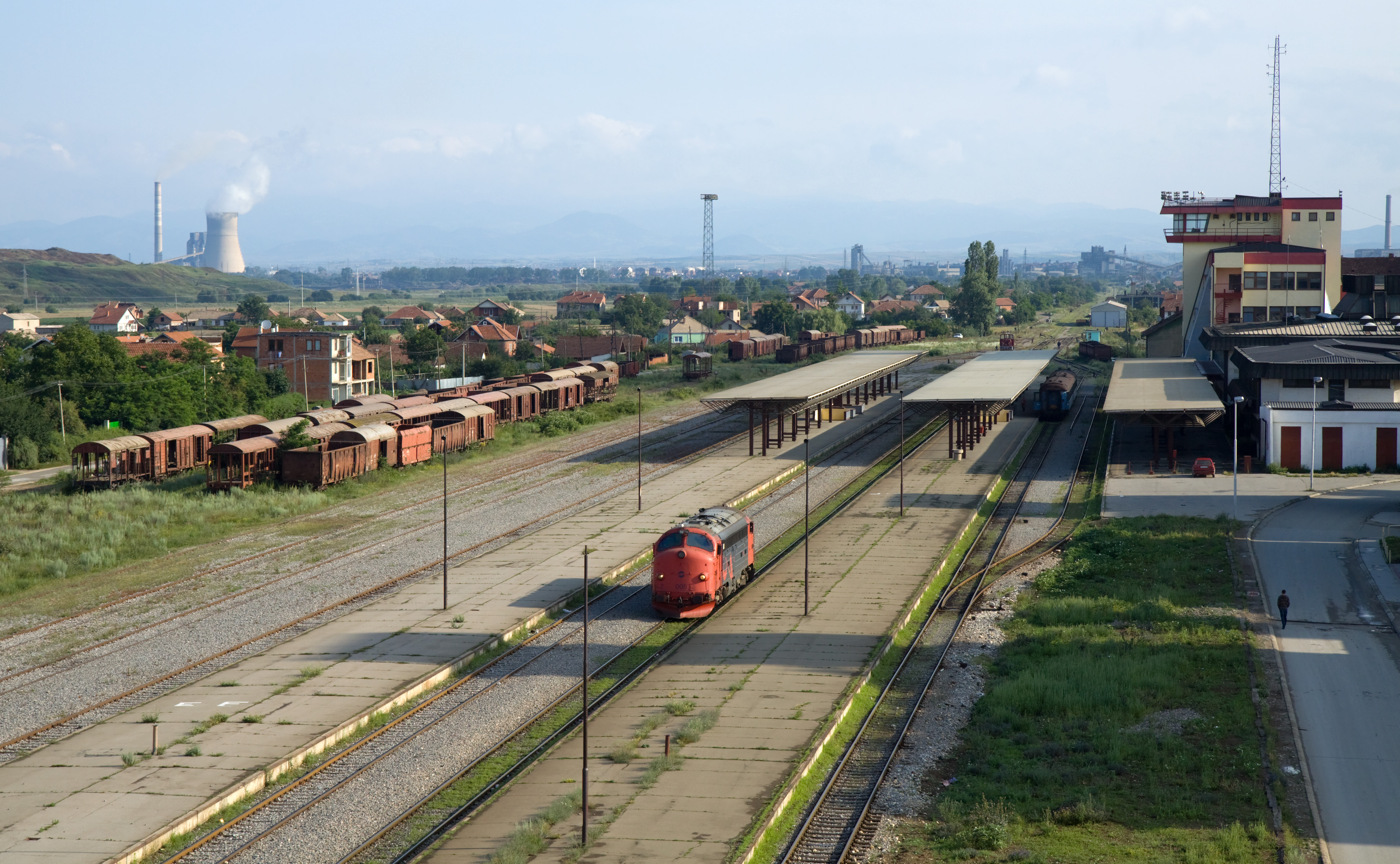
Treinstation van Fushë Kosovë
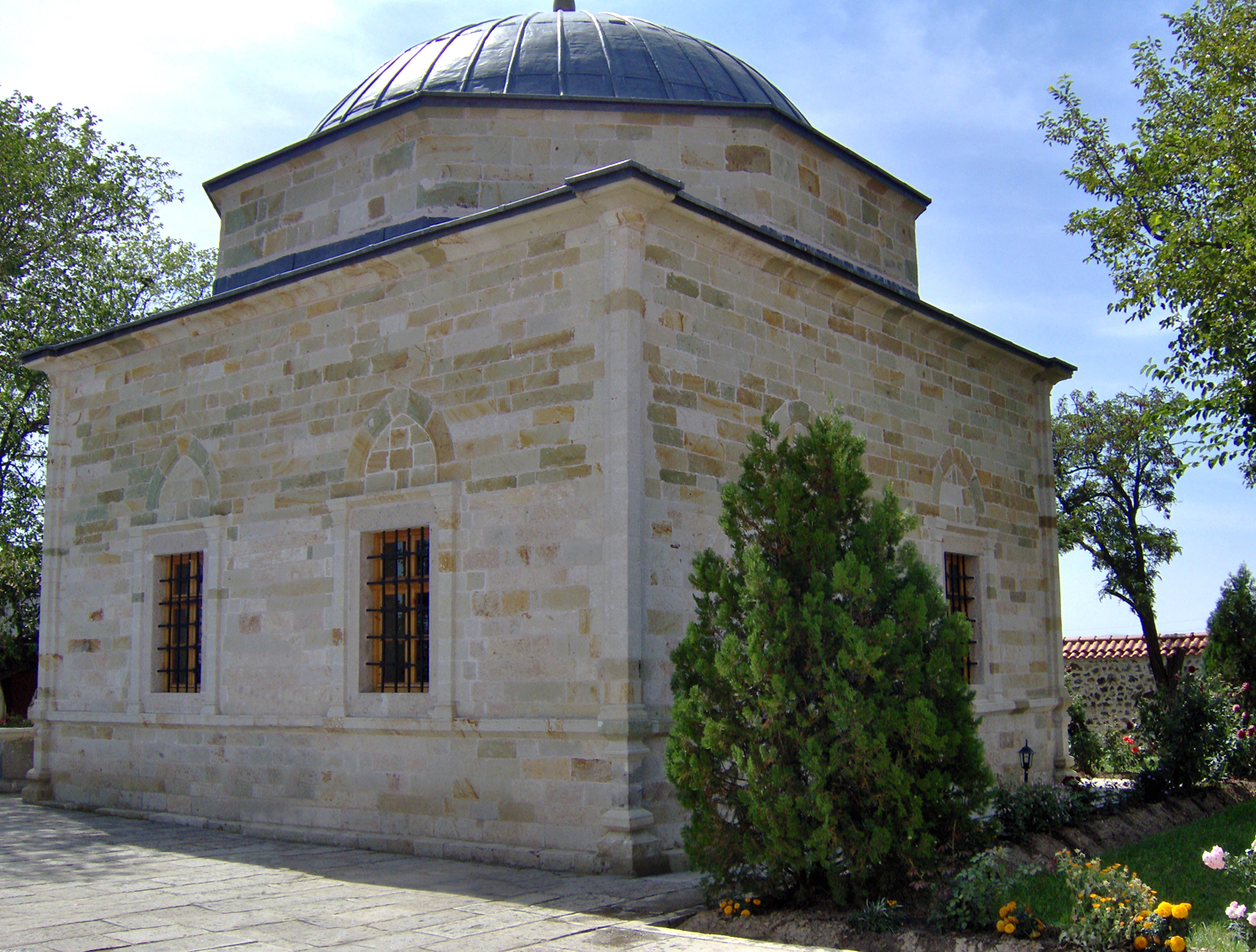
Tombe van Sultan Murat I
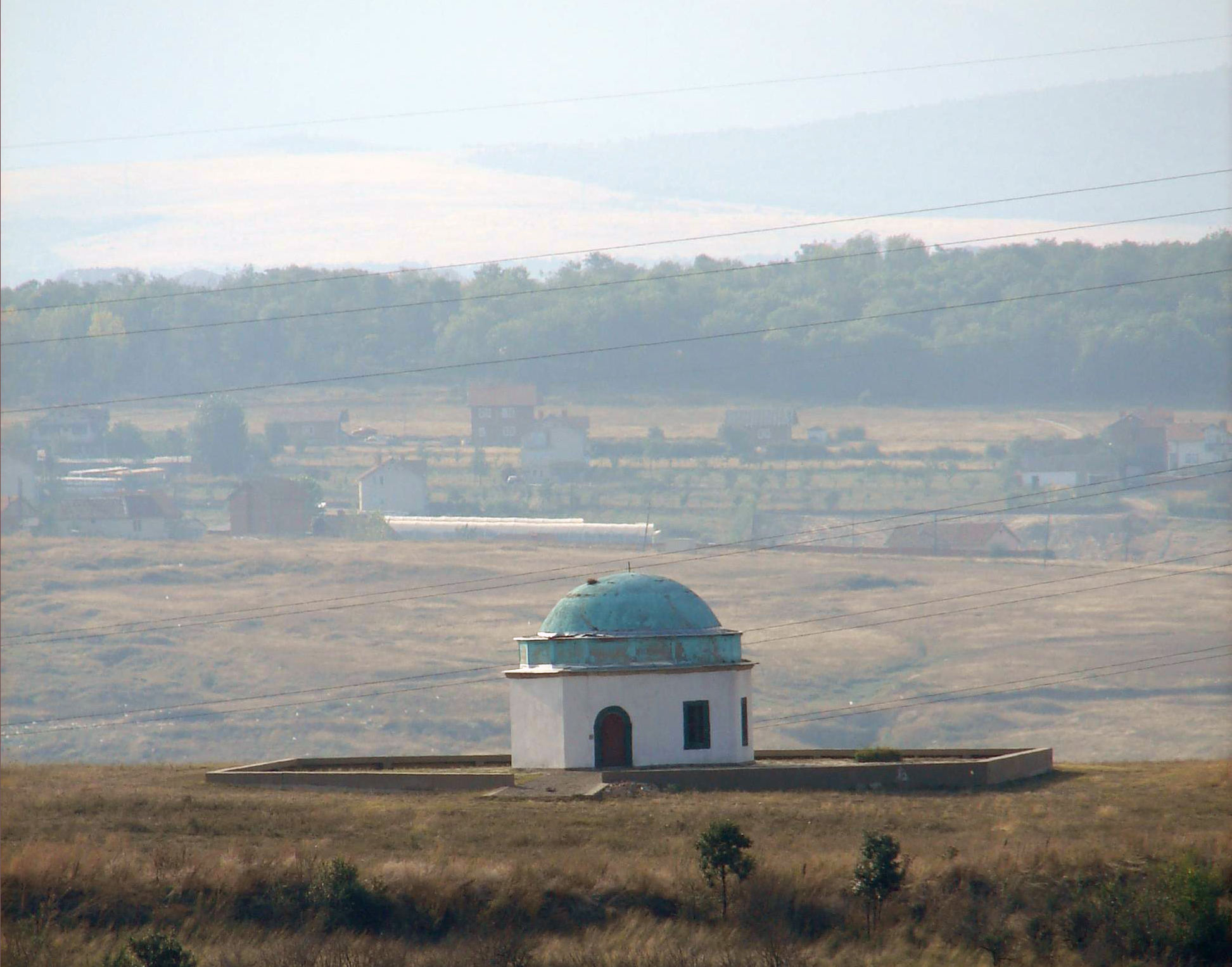

Deçan · Dragash · Drenas · Gjakovë · Ferizaj · Fushë Kosovë · Gjilan · Gračanica (Graçanicë) · Hani i Elezit · Istog · Junik · Kaçanik · Kamenicë · Klinë · Klokot (Kllokot) · Leposavić (Albanik) · Lipjan · Malishevë · Mamushë · Mitrovicë · Novobërdë · Obiliq · Parteš (Partesh) · Pejë · Podujevë · Pristina (Prishtinë, Priština) · Prizren · Rahovec · Ranilug (Ranillug) · Skënderaj · Štrpce (Shtërpcë) · Shtime · Suharekë · Viti · Vushtrri · Zubin Potok (Zubin Potok) · Zvečan (Zveçan)